# Sid Ali Melouah
Sid Ali Melouah (* 23. September 1949 in Algier; † 4. Juni 2007) war ein algerischer Comiczeichner und Karikaturist.

## Biografie
1968 gründete er gemeinsam mit Mohamed Aram, Ahmed Haroun, Maz, Slim und Brahim Guerroui das erste algerische Comicmagazin, M'quidech. Nachdem er von 1970 bis 1975 in Kopenhagen studiert hatte, arbeitete er sowohl als Zeichner als auch als Journalist für Zeitungen – darunter El Moudjahid, Algérie Actualité, Horizon und Afrique-Asie – und Kinderzeitschriften. Für Erwachsene schuf er die auf orientalischen Geschichten basierenden Bücher La Cité Interdite (1982), das sich etwa 80.000 mal verkaufte, und La Secte des Assassins (1984). In Zusammenarbeit mit der UNO entstand 1986 Le Grand trésor.
Ab 1990 fungierte er als Herausgeber der satirischen Wochenzeitschrift El Manchar („Die Säge“), später begründete er El Baroud mit. Einige seiner Arbeiten für El Manchar sind 1997 als Buch erschienen.
Ende der 1990er Jahre verließ Melouah auf Druck von Islamisten Algerien und ging nach Frankreich, wo er für Magazine wie La Croix, Charlie Hebdo und Marianne arbeitete. In seinem letzten Werk Pierrot de Bab el Oued, das 2003 veröffentlicht wurde, geht es um die 30 Jahre andauernde Freundschaft zwischen einem Algerier und einem Franzosen. Er verstarb 2007 im Alter von 57 Jahren an den Folgen einer Herzoperation.

## Auszeichnungen
1982 wurde er auf dem Comicsalon Lucca in Italien mit dem Premio Caran d’Ache und 2003 in Rom mit dem Yellow Kid ausgezeichnet. Ebenfalls in Italien, beim 27. Festival von Forte Dei Marmi, gewann er 1997 den internationalen Preis für die beste politische Satire.